# Thradrug
| Tibetische Bezeichnung                                                  |
| ----------------------------------------------------------------------- |
| Tibetische Schrift: ཁྲ་འབྲུག་དགོན་པ།                                        |
| Wylie-Transliteration: khra ’brug dgon pa                               |
| Offizielle Transkription der VRCh: Changzhug                            |
| THDL-Transkription: Tradruk                                             |
| Andere Schreibweisen: Trandruk, Trangdruk, Tradrug, Trandrug, Trangdrug |
| Chinesische Bezeichnung                                                 |
| Traditionell: 昌珠寺                                                    |
| Vereinfacht: 昌珠寺                                                     |
| Pinyin:Chāngzhū Sì                                                      |

Thradrug (tibetisch: ཁྲ་འབྲུག་དགོན་པ, Umschrift nach Wylie: khra 'brug; Transkription der VRCh: Changzhug) ist ein Kloster des tibetischen Buddhismus im Kreis Nêdong (tib.: sne gdong rdzong / Nǎidōng Xiàn 乃东县) des Regierungsbezirks Shannan im Autonomen Gebiet Tibet der Volksrepublik China, rund sieben Kilometer südlich der Kreishauptstadt Zêtang (tib.: rtsed thang / Zédàng 泽当).

## Gründungslegenden
Thradrug ist eines der ältesten buddhistischen Klöster Tibets. Es soll im 7. Jahrhundert unter Songtsen Gampo als einer von insgesamt zwölf geomantischen (Feng Shui) Tempeln genannt „Thadül“ (tib.: mtha' 'dul) und „Yangdül“ (tib.: yang 'dul) errichtet worden sein, mit denen die riesige Dämonin Sinmo (tib.: srin mo) gezähmt werden sollte. Thradrug stand hierbei auf der linken Schulter Sinmos, Katsel (tib.: ka rtsal auch bka' tshal oder bka' rtsal) bei Gyama (tib.:rgya ma / Jiǎmǎ 甲马) in Meldro Gonkar Dzong (mal gro gong dkar rdzong / Mòzhúgōngkǎ Xiàn 墨竹工卡县) auf ihrer rechten Schulter und der Jokhang in Lhasa auf ihrem Herzen. Einer anderen Legende zufolge befand sich an der Stelle des Klosters ursprünglich ein großer See, in dem ein fünfköpfiger Drache hauste. Songtsen Gampo konnte durch Meditation einen riesigen Falken herbeirufen, der den Drachen besiegte und den See leertrank, so dass der Tempel dort gebaut werden konnte. Auf diese Legende soll der Name des Tempels zurückgehen: Auf Tibetisch heißt khra „Falke“ und 'brug „Donnerdrache“.

## Geschichte
Unter der Herrschaft des Königs Thrisong Detsen (reg. ca. 755–797) und des Mune Tsenpo (tib.:mu ne btsan po; reg. ca. 797–798) galt der Thradrug als eines der drei „königlichen Klöster“.
Während der Verfolgung des Buddhismus unter Lang Darma (tib.: glang dar ma; reg. ca. 841–846) sowie während der mongolischen Invasion aus der Dsungarei (Nord-Xinjiang) im 16. Jahrhundert wurde das Kloster schwer beschädigt.
1351 wurde Thradrug renoviert und ausgebaut. Unter dem 5. Dalai Lama (reg. 1642–1682) erhielt das Kloster ein goldenes Dach und unter dem 7. Dalai Lama (reg. 1751–1757) fanden weitere Ausbauarbeiten statt. Ende des 18. Jahrhunderts soll Thradrug 21 Tempel gehabt haben. Einige der Gebäude wurden während der Kulturrevolution zerstört. In den 80er Jahren wurde das Kloster renoviert und 1988 wieder eingeweiht. Heute hat die Anlage eine Fläche von 4667 Quadratmetern. Das Kloster steht auf der Liste der Denkmäler der Volksrepublik China.

## Architektur und Kunsthandwerk
Das Zentrum des Tempels ist die innerste Kapelle, die auf den ursprünglich von Songtsen Gampo errichteten Tempel zurückgehen und steinerne Buddha-Statuen sowie eine Tara-Statue enthalten haben soll. Diese wurden später durch Keramikfiguren, welche Fragmente der ursprünglichen Statuen enthalten sollen ersetzt.
Der wichtigste Schatz Thradrugs ist ein mit tausenden Perlen bestickter Tangka, den Prinzessin Wen Cheng eigenhändig angefertigt haben soll. Er stellt Wen Cheng als Weiße Tara dar. Der Tangka wird in der zentralen Kapelle im Obergeschoss verwahrt. Er ist einer von nur drei Tangkas, die Wen Cheng hergestellt haben soll. Die beiden anderen befinden sich im Reliquienstupa des 5. Dalai Lama im Potala in Lhasa sowie in Samzhubzê. Im selben Raum befindet sich auch eine „sprechende Statue“, die Padmasambhava im Alter von acht Jahren darstellt.
Thradrug hatte einst eine bedeutende Glocke, die sich jedoch nicht mehr im Kloster befindet.
Das Hauptgebäude ist von mehreren kleineren Schreinen umgeben.

## Rituale
Im Juni finden in Thradrug rituelle Tänze statt, die als Metog Chöpa (tib.: me tog mchod pa; „Blumenopfer“) bekannt sind.

## Galerie

Thradrug
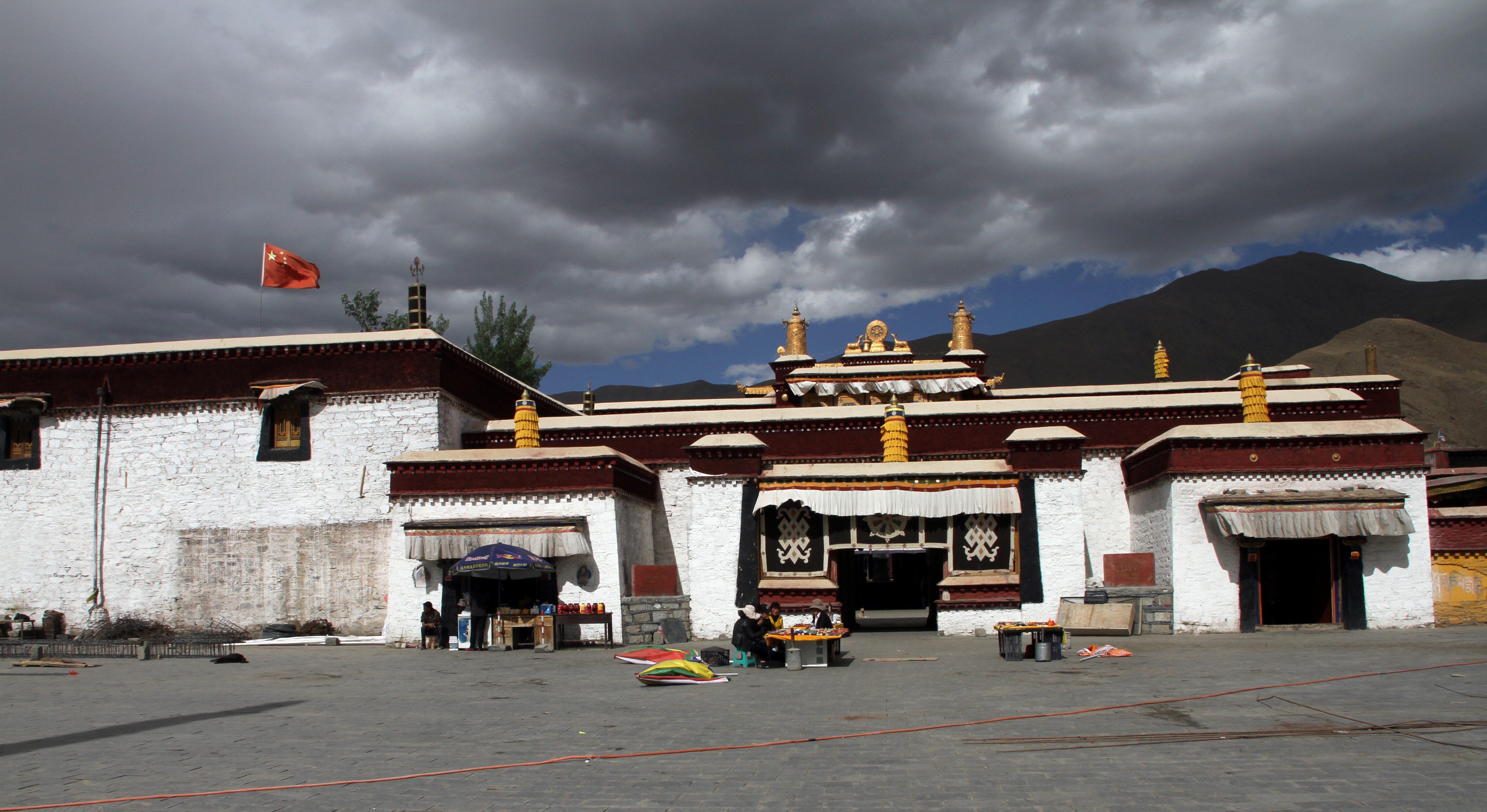
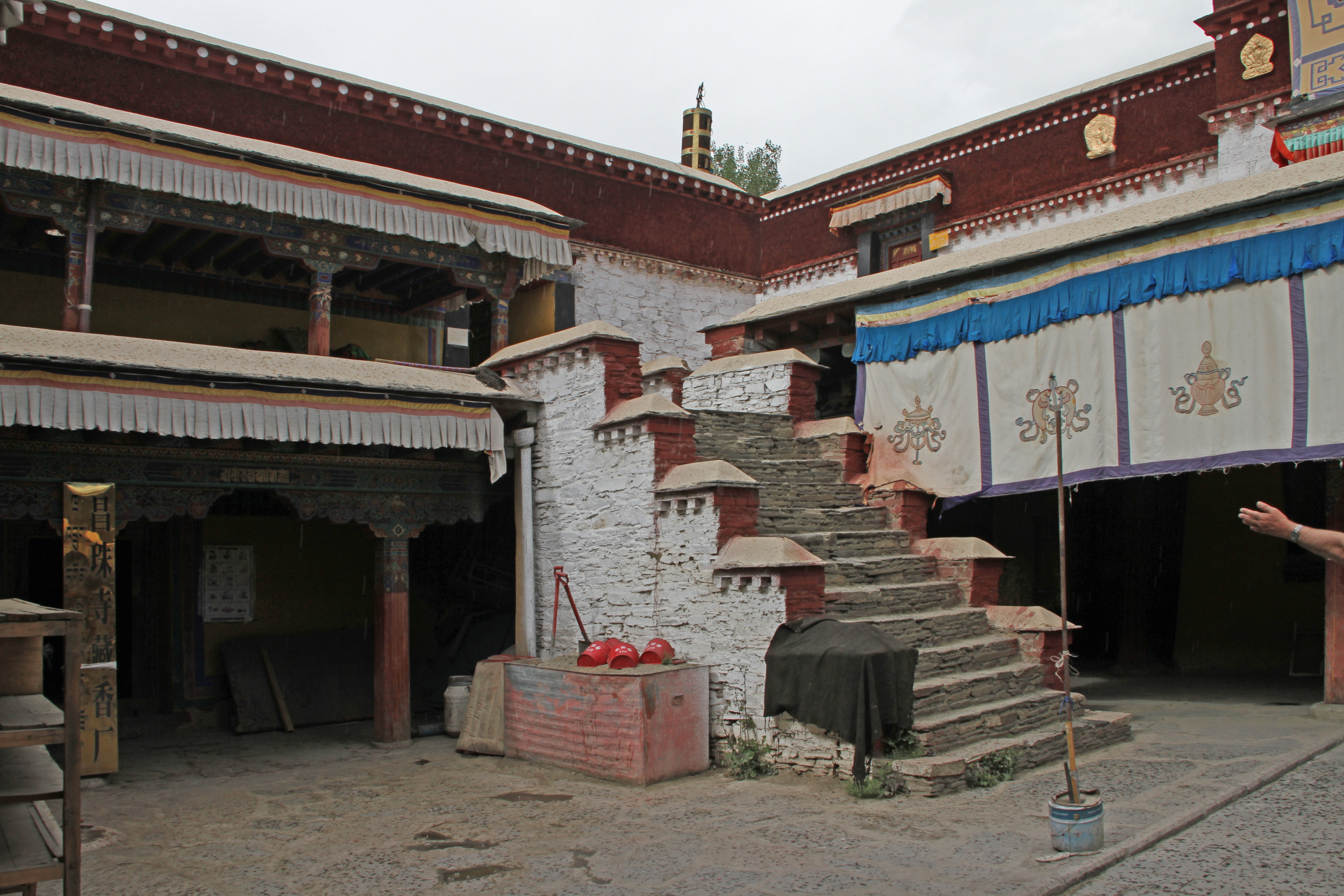
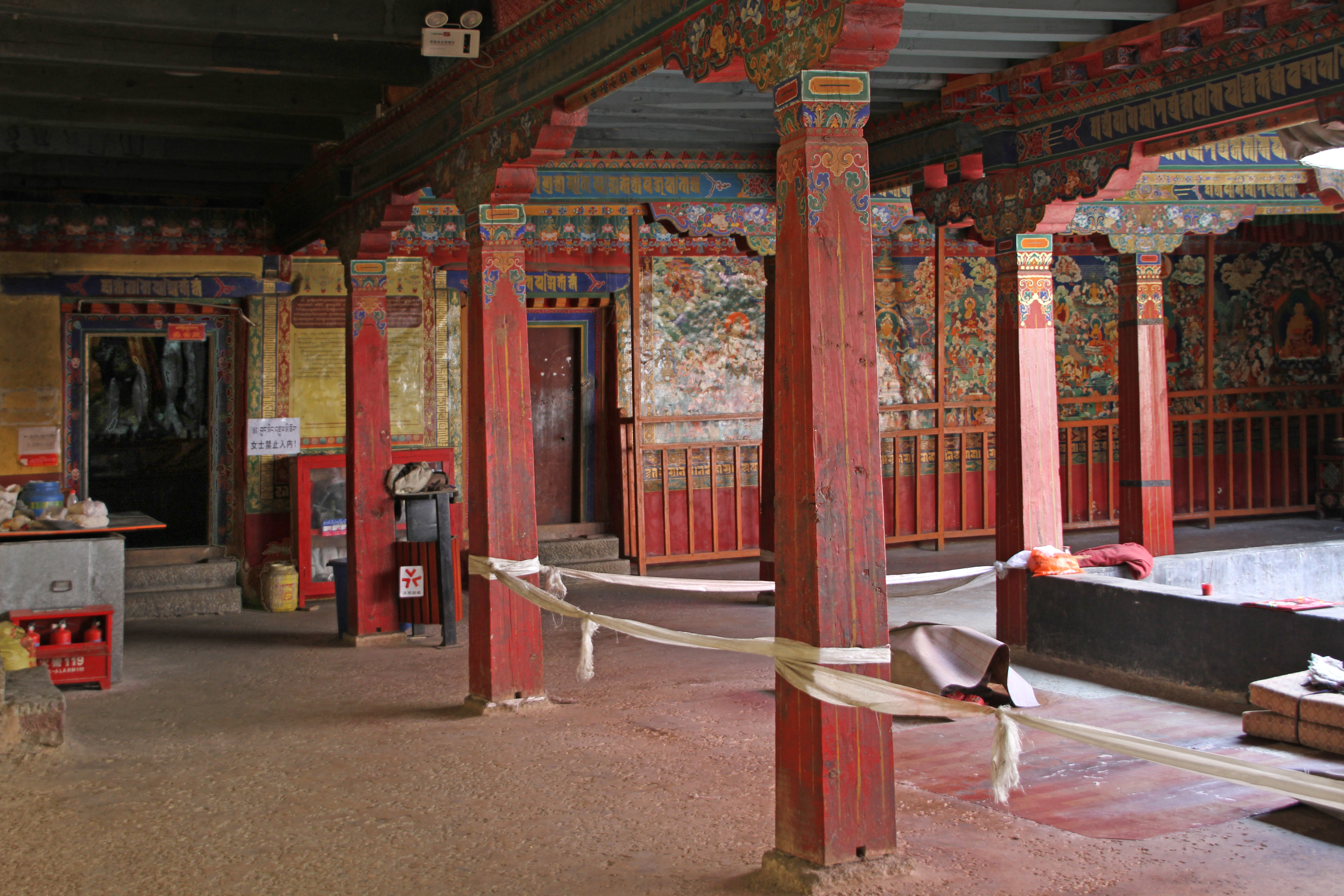
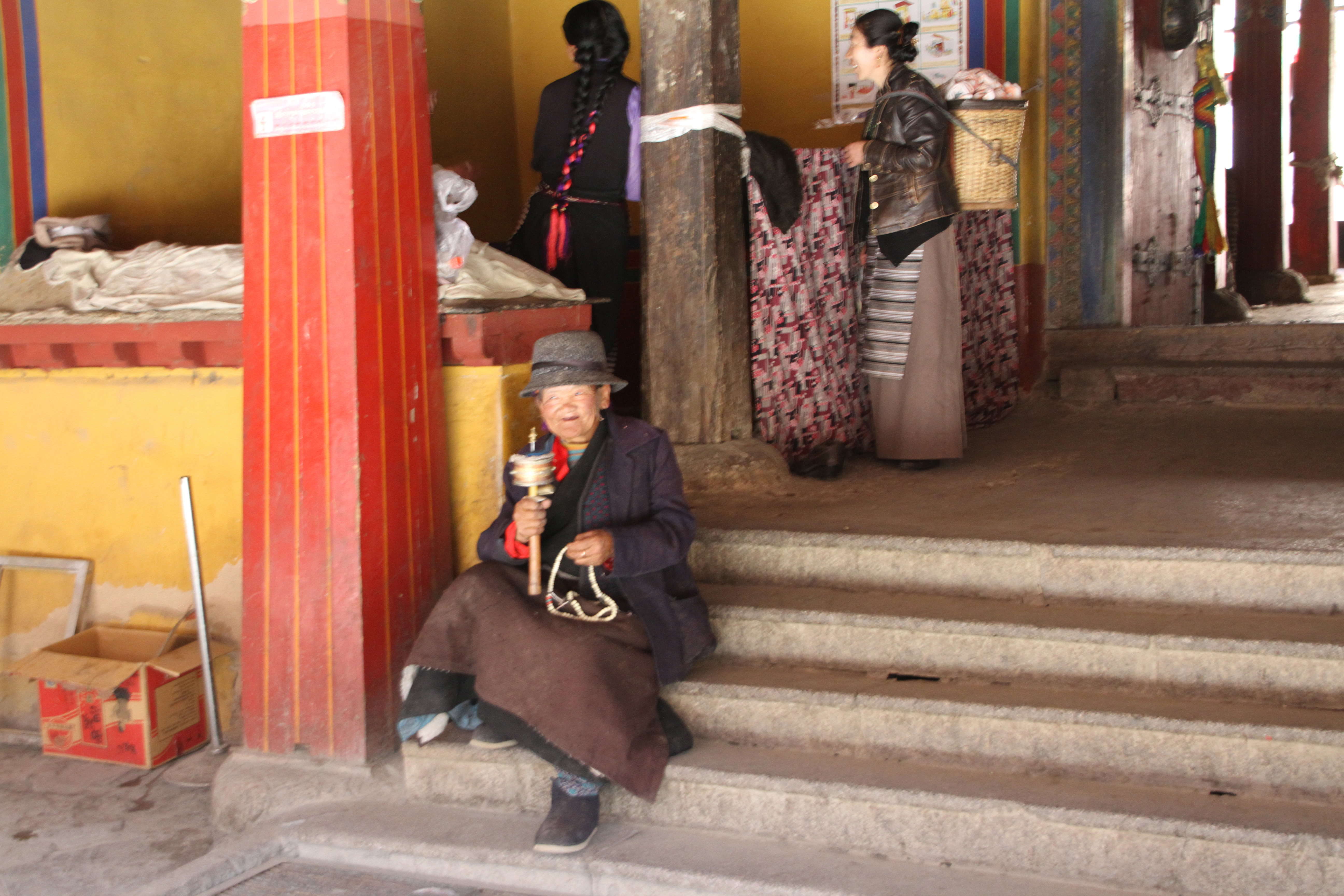
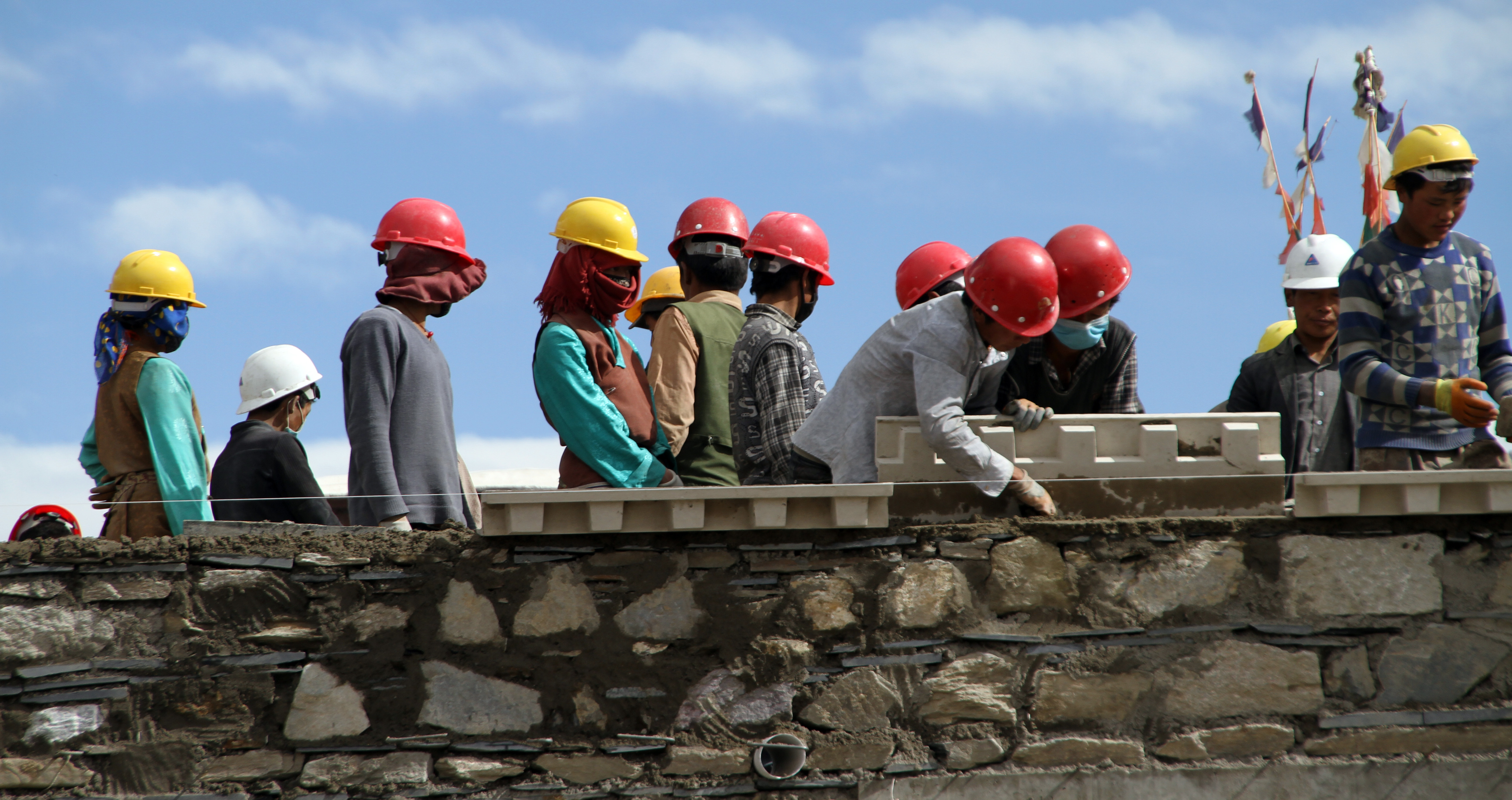
Wiederaufbau 2014